# Juegos Panafricanos
Los Juegos Panafricanos son un acontecimiento multideportivo que enfrenta cada cuatro años a participantes de todos los países de África, organizado por la Asociación de Comités Olímpicos Nacionales de África (ANOCA).
Los primeros Juegos fueron sostenidos en 1965 en Brazzaville, Congo. El Comité Olímpico Internacional concedió el reconocimiento oficial como un acontecimiento de multideporte continental, junto con los Juegos Panamericanos y Juegos Asiáticos.

## Ediciones
| Año  | Evento                   | Sede                           | Sede               | Sede                | Duración                         | Países                         | Deportes                       | Atletas                        | País ganador                   | País ganador |
| ---- | ------------------------ | ------------------------------ | ------------------ | ------------------- | -------------------------------- | ------------------------------ | ------------------------------ | ------------------------------ | ------------------------------ | ------------ |
| 1965 | I Juegos Panafricanos    | Bandera de República del Congo | Brazzaville        | República del Congo | 18 al 25 de julio                | 30                             | 10                             | 2500                           | Egipto                         |              |
| 1969 | II Juegos Panafricanos   | Bandera de Mali                | Bamako             | Mali                | Interrumpido por Golpe Militar   | Interrumpido por Golpe Militar | Interrumpido por Golpe Militar | Interrumpido por Golpe Militar | Interrumpido por Golpe Militar |              |
| 1973 | III Juegos Panafricanos  | Bandera de Nigeria             | Lagos              | Nigeria             | 7 al 18 de enero                 | 36                             | 12                             | 2820                           | Egipto                         |              |
| 1978 | IV Juegos Panafricanos   | Bandera de Argelia             | Argel              | Argelia             | 13 al 28 de julio                | 45                             | 12                             | 3000                           | Túnez                          |              |
| 1987 | V Juegos Panafricanos    | Bandera de Kenia               | Nairobi            | Kenia               | 1 al 12 de agosto                | 41                             | 14                             | 3143                           | Egipto                         |              |
| 1991 | VI Juegos Panafricanos   | Bandera de Egipto              | El Cairo           | Egipto              | 20 de septiembre al 1 de octubre | 43                             | 18                             | 3500                           | Egipto                         |              |
| 1995 | VII Juegos Panafricanos  | Bandera de Zimbabue            | Harare             | Zimbabue            | 13 al 23 de septiembre           | 46                             | 19                             | 6000                           | Sudáfrica                      |              |
| 1999 | VIII Juegos Panafricanos | Bandera de Sudáfrica           | Johannesburgo      | Sudáfrica           | 10 al 19 de septiembre           | 51                             | 20                             | 6000                           | Sudáfrica                      |              |
| 2003 | IX Juegos Panafricanos   | Bandera de Nigeria             | Abuya              | Nigeria             | 5 al 17 de octubre               | 50                             | 22                             | 6000                           | Nigeria                        |              |
| 2007 | X Juegos Panafricanos    | Bandera de Argelia             | Argel              | Argelia             | 11 al 23 de julio                | 52                             | 27                             | 4793                           | Egipto                         |              |
| 2011 | XI Juegos Panafricanos   | Bandera de Mozambique          | Maputo             | Mozambique          | 3 al 18 de septiembre            | 53                             | 20                             | 5000                           | Sudáfrica                      |              |
| 2015 | XII Juegos Panafricanos  | Bandera de República del Congo | Brazzaville        | República del Congo | 4 al 19 de septiembre            | 54                             | 22                             | 15000                          | Egipto                         |              |
| 2019 | XIII Juegos Panafricanos | Bandera de Marruecos           | Casablanca y Rabat | Marruecos           | 19 al 31 de agosto               | 53                             | 23                             | 6394                           | Egipto                         |              |
| 2023 | XIV Juegos Panafricanos  | Bandera de Ghana               | Acra               | Ghana               | 8 al 24 de marzo de 2024         | 54                             | 23                             | ?                              | ?                              |              |
| 2027 | XV Juegos Panafricanos   | Bandera de Egipto              | El Cairo           | Egipto              | Junio de 2027                    | 54                             | 23                             | ?                              | ?                              |              |

### Anfitrión por país
Nota: Actualizado hasta Accra 2023.
| País                | Sedes |
| ------------------- | ----- |
| Argelia             | 2     |
| Nigeria             | 2     |
| República del Congo | 2     |
| Egipto              | 1     |
| Ghana               | 1     |
| Kenia               | 1     |
| Mali                | 1     |
| Marruecos           | 1     |
| Mozambique          | 1     |
| Sudáfrica           | 1     |
| Zimbabue            | 1     |

## Deportes
Se compite en un total de 32 deportes en la actualidad en los Juegos Panafricanos, en donde la gran mayoría de ellos forman parte del programa oficial de los Juegos Olímpicos, por lo que son reconocidos por el Comité Olímpico Internacional y las marcas que hagan los participantes de los juegos son oficiales y cuentan como clasificación para los Juegos Olímpicos.
| Deporte    | Años       |
| ---------- | ---------- |
| Atletismo  | Desde 1965 |
| Bádminton  | Desde 2003 |
| Béisbol    | 1999–2003  |
| Baloncesto | Desde 1965 |
| Boxeo      | Desde 1965 |
| Piragüismo | Desde 2011 |
| Ajedrez    | Desde 2003 |
| Ciclismo   | Desde 1965 |
| Danza      | Desde 2015 |
| Clavados   | Desde 1995 |
| Encuestre  | Desde 2007 |
| Esgrima    | Desde 2007 |
| Fútbol     | Desde 1965 |
| Gimnasia   | Desde 1991 |
| Balonmano  | Desde 1965 |
| Hockey     | 1987–2003  |
| Judo       | Desde 1965 |

| Deporte       | Año        |
| ------------- | ---------- |
| Karate        | Desde 1991 |
| Kickboxing    | Desde 2007 |
| Netball       | Desde 2003 |
| Remo          | Desde 2007 |
| Vela          | Desde 2007 |
| Tiro          | Desde 1991 |
| Softbol       | Desde 2015 |
| Raquetbol     | Desde 2003 |
| Natación      | Desde 1965 |
| Tenis de Mesa | Desde 1973 |
| Taekwondo     | Desde 1987 |
| Tenis         | Desde 1965 |
| Triatlón      | Desde 2011 |
| Voleibol      | Desde 1965 |
| Halterofilia  | Desde 1965 |
| Lucha         | Desde 1965 |

### Países participantes
A continuación, los países participantes junto al código COI de cada uno:
| - Argelia (ALG) - Angola (ANG) - Benín (BEN) - Botsuana (BOT) - Burkina Faso (BUR) - Cabo Verde (CPV) - Camerún (CMR) - Chad (CHA) - Comoras (COM) - Costa de Marfil (CIV) - Egipto (EGY) - Eritrea (ERI) - Etiopía (ETH) - Gabón (GAB) - Gambia (GAM) | - Ghana (GHA) - Guinea (GUI) - Guinea-Bisáu (GBS) - Guinea Ecuatorial (GEQ) - Kenia (KEN) - Lesoto (LES) - Liberia (LBR) - Libia (LBA) - Madagascar (MAD) - Malaui (MAW) - Mali (MLI) - Marruecos (MAR) - Mauricio (MRI) - Mauritania (MTN) - Mozambique (MOZ) | - Namibia (NAM) - Níger (NIG) - Nigeria (NGR) - República Centroafricana (CAF) - República del Congo (CGO) - República Democrática del Congo (COD) - Ruanda (RWA) - Santo Tomé y Príncipe (STP) - Senegal (SEN) - Seychelles (SEY) - Sierra Leona (SLE) - Somalia (SOM) - Suazilandia (SWZ) - Sudáfrica (RSA) - Sudán (SUD) | - Sudán del Sur (SSD) - Tanzania (TAN) - Togo (TOG) - Túnez (TUN) - Uganda (UGA) - Yibuti (DJI) - Zambia (ZAM) - Zimbabue (ZIM) |

## Medallero 1965-2015
| País                            | Apariciones | Oro  | Plata | Bronce | Total |
| ------------------------------- | ----------- | ---- | ----- | ------ | ----- |
| Argelia                         | 10          | 218  | 243   | 300    | 761   |
| Angola                          | 7           | 15   | 17    | 27     | 59    |
| Benín                           | 9           | 0    | 2     | 3      | 5     |
| Botsuana                        | 6           | 6    | 9     | 19     | 34    |
| Burkina Faso                    | 10          | 1    | 3     | 7      | 11    |
| Burundi                         | 7           | 1    | 0     | 1      | 2     |
| Camerún                         | 10          | 28   | 47    | 101    | 176   |
| Cabo Verde                      | 6           | 1    | 0     | 2      | 3     |
| República Centroafricana        | 6           | 1    | 2     | 2      | 5     |
| República del Congo             | 10          | 1    | 10    | 20     | 31    |
| República Democrática del Congo | 10          | 2    | 3     | 12     | 17    |
| Chad                            | 10          | 1    | 0     | 9      | 10    |
| Costa de Marfil                 | 10          | 19   | 23    | 41     | 83    |
| Egipto                          | 10          | 463  | 342   | 340    | 1145  |
| Eritrea                         | 2           | 3    | 1     | 2      | 6     |
| Etiopía                         | 10          | 29   | 39    | 46     | 114   |
| Gabón                           | 10          | 6    | 6     | 20     | 32    |
| Gambia                          | 9           | 0    | 2     | 0      | 2     |
| Ghana                           | 10          | 30   | 43    | 72     | 145   |
| Guinea                          | 10          | 1    | 2     | 1      | 4     |
| Guinea-Bisáu                    | 4           | 0    | 0     | 1      | 1     |
| Kenia                           | 10          | 104  | 111   | 126    | 341   |
| Lesoto                          | 6           | 8    | 3     | 11     | 22    |
| Liberia                         |             | 1    | 0     | 1      | 2     |
| Libia                           | 10          | 17   | 18    | 34     | 69    |
| Madagascar                      | 10          | 10   | 17    | 36     | 63    |
| Malaui                          | 7           | 0    | 0     | 2      | 2     |
| Mali                            | 10          | 5    | 6     | 9      | 21    |
| Mauricio                        | 7           | 10   | 21    | 34     | 65    |
| Marruecos                       | 3           | 9    | 12    | 15     | 36    |
| Mozambique                      | 7           | 4    | 6     | 9      | 19    |
| Namibia                         | 6           | 5    | 11    | 20     | 36    |
| Níger                           | 10          | 0    | 2     | 8      | 10    |
| Nigeria                         | 10          | 334  | 305   | 295    | 934   |
| Ruanda                          | 7           | 1    | 4     | 0      | 5     |
| Santo Tomé y Príncipe           | 3           | 0    | 1     | 2      | 3     |
| Senegal                         | 10          | 48   | 48    | 90     | 186   |
| Seychelles                      | 7           | 1    | 17    | 27     | 45    |
| Sierra Leona                    | 6           | 1    | 2     | 1      | 4     |
| Somalia                         | 9           | 1    | 0     | 0      | 1     |
| Sudáfrica                       | 5           | 259  | 229   | 177    | 665   |
| Sudán                           | 10          | 5    | 1     | 3      | 9     |
| Suazilandia                     | 9           | 1    | 0     | 2      | 3     |
| Tanzania                        | 10          | 4    | 9     | 10     | 23    |
| Togo                            | 10          | 0    | 2     | 11     | 13    |
| Túnez                           | 10          | 152  | 132   | 146    | 430   |
| Uganda                          | 10          | 21   | 20    | 36     | 77    |
| Zambia                          | 10          | 4    | 5     | 23     | 32    |
| Zimbabue                        | 7           | 24   | 33    | 59     | 116   |
| Total                           | Total       | 1790 | 1747  | 2140   | 5677  |